# استان سود کاراناگاس
استان سود کاراناگاس (انگلیسی: Sud Carangas Province) یکی از استان‌های بولیوی در بولیوی است که در شهرستان اورورو واقع شده‌است.